# Archid, Sălaj
Archid este un sat în comuna Coșeiu din județul Sălaj, Transilvania, România. Satul este menționat de prima oară în documente oficiale în anul 1368. Biserica reformată a satului a fost construită în anii 1860.